# Papyrus Graecus Holmiensis
De Papyrus Graecus Holmiensis, ook bekend als de Stockholm Papyrus, is een manuscript dat 154 recepten bevat voor het (na)maken van metalen, parels, edelstenen en het verven van textiel. De papyrus blijkt op basis van filologisch en paleografisch onderzoek, waaronder de lengte-breedte-verhouding van de papyrusvellen, te dateren uit het eind van de 3e eeuw na Christus. De bron is geschreven in het Oudgrieks en waarschijnlijk gevonden in Thebe, Egypte. Of de tekst ook aldaar geschreven is, is onduidelijk.
De eerste vertaling van de Papyrus Graecus Holmiensis is in 1913 opgesteld door Otto Lagercrantz, die de tekst diepgaand heeft onderzocht, naar het Duits heeft vertaald en van kanttekeningen heeft voorzien. In 1927 is de tekst van de papyrus naar het Engels vertaald door Earle Radcliffe Caley. Hierbij heeft hij zich gebaseerd op zowel de Oudgriekse brontekst als de Duitse vertaling van Lagercrantz. Ook Caley heeft commentaren toegevoegd aan de vertaling. Er is ook een Franse vertaling met commentaren uitgebracht.
Het is onduidelijk voor wat voor publiek de Papyrus Graecus Holmiensis geschreven is, noch is bekend wie de papyrus geschreven heeft. Wel is vastgesteld, dat de schrijver waarschijnlijk dezelfde is als die van de Leiden Papyrus X, of dat de schrijvers van beide documenten op z'n minst tot dezelfde 'schrijfschool' behoren. De Leiden Papyrus X geeft ook een opsomming van recepten, maar behandelt voornamelijk metaal.
De recepten in de Papyrus Graecus Holmiensis zijn alle erg kort: ze beslaan steeds slechts een handvol regels. De meeste recepten gaan over het imiteren van edelstenen en het verven van textiel. Sommige recepten zijn duidelijk alchemistisch van aard, bijvoorbeeld waar ingrediënten als urine, moedermelk en geitenbloed nodig zijn, maar andere recepten zijn praktischer van aard en geven op nuchterdere wijze geloofwaardige instructies voor het kleuren van stenen en stoffen.